# Dasybasis trilinealis
Dasybasis trilinealis är en tvåvingeart som först beskrevs av Ferguson och Henry 1920.  Dasybasis trilinealis ingår i släktet Dasybasis och familjen bromsar. Inga underarter finns listade i Catalogue of Life.